# Северо-Карельское государство
Северо-Каре́льское госуда́рство (Ухтинская республика, Беломорская Карелия, Архангельская Карелия) — непризнанное государство, ориентировавшееся на Финляндию, существовавшее в 1919—1920 годах на территории пяти волостей Архангельской губернии, ныне территории субъекта Российской Федерации — Республики Карелия. Столицей Северокарельского государства являлось село Ухта.

## Предпосылки
Предпосылки к возникновению независимого карельского государства возникли ещё в 1906 году, когда в Таммерфорсе, на территории Великого княжества Финляндского, 3—4 августа был создан Союз беломорских карел. В 1911 году деятельность Союза была запрещена, однако позже он возродился в виде Карельского просветительского общества, принявшего непосредственное участие в создании Северокарельского государства.
После прихода к власти большевиков большинство крестьян Карелии подпало под определение кулака, к которым применялись жестокие меры реквизиции зерна и скота со стороны продотрядов. Это, а также нахождение карельского населения в зоне ведения боевых действий в ходе Гражданских войн в России и Финляндии и иностранной военной интервенции на севере России склонило население ко всем последующим событиям.

## Финская интервенция
Военной опорой Северо-Карельского государства послужили финские военные отряды, проникшие в ходе финской Гражданской войны на территорию Архангельской Карелии из Финляндии. В конце марта 1918 года отряд шюцкора под командованием полковника Мальма занял сёла Ухта и Вокнаволок. В сёлах и окружающих волостях было организовано местное самоуправление под руководством сторонников независимости Карелии от РСФСР, ориентированных на вхождение в состав Финляндии, — Ухтинский комитет (карел. Uhtuan Toimikunta — Ухтуан Тоймикунта), который возглавлял некий Туйску. Известно также имя ещё одного члена Тоймикунты — Пааво Ахава.

## Первая советско-финская война
21 июня 1918 года был утверждён флаг Карельского государства (Беломорской Карелии, первоначально в составе Ухтинской волости Кемского уезда Архангельской губернии), где на голубом фоне были расположены семь серебряных звёзд в форме созвездия Большой Медведицы, в честь чего флаг получил название Otava (Большой Медведицы).
Окончательно Северо-Карельское государство оформилось 21 июля 1919 года вместе с созданием Временного правительства Беломорской Карелии (Временное правительство Архангельской Карелии, Ухтинское правительство) во главе с С. А. Тихоновым. Центром территориального образования стало село Ухта. Первоначально был взят курс на вступление Архангельской Карелии в состав Финляндии, и 14 ноября 1919 года был сделан соответствующий запрос правительству Финляндии. Однако в дальнейшем был принят курс на создание независимого государства, находящегося в союзе с Финляндией.
21 марта 1920 года правительство созвало съезд представителей 11 северных волостей, входящих в ведение Архангельского Карельского Временного правительства. В работе съезда приняло участие 116 делегатов.
В первый же день работы съезда был рассмотрен вопрос о государственных символах, о чём в журнале, в котором велись протоколы заседания, имеется запись: 

«Внесено предложение выработать форму национальнаго карельскаго герба и выбрать цвета национальнаго флага. По обсуждении одобрили следующее: Герб — медведь перед чурбаном с топором в лапе, флаг с двух цветов красный внизу, а жёлтый вверху, на полях созвездие Большой Медведицы. Окончательное заключение по обеим предложениям отложить до следующаго заседания»
29 марта 1920 года были окончательно утверждены герб и флаг независимой Карелии. Автором их эскизов был финский художник Аксели Галлен-Каллела (1865—1931). Герб представлял собой двухцветный красно-зелёный варяжский щит, увенчанный традиционным головным убором лесорубов. На щите был изображён медведь чёрного цвета с сучкорезом весури в лапе. Медведь попирал ногами чёрную цепь, а над ним были белые искры северного сияния. Национальный флаг представлял собой чёрный скандинавский крест с красной каймой, расположенный на зелёном полотнище. Цвета флага имели следующее значение: зелёный — символизировал лес и природу страны, красный — кровь, пролитую за родину, а также радость и огонь, поскольку в древности предки карел использовали подсечно-огневое земледелие, чёрный — родную землю и печаль. На государственном флаге имелось белое изображение северного сияния в крыже красного цвета. Военно-морской флаг был выполнен в том же стиле, имел три косицы и дополнялся образом медведя с сучкорезом в лапах (есть данные, что в центре чёрного креста на нём находился красный квадрат). Также были разработаны лоцманский флаг (luotsilippu), почтовый флаг (postilippu) и таможенный флаг (tullilippu).
Съезд решил отделиться от Советской России и объявил независимость Карелии, руководствуясь объявленным советской властью принципом «права наций на самоопределение», принятый Декларацией прав народов в первые же дни нового большевистского правительства РСДРП, Лениным на Съезде Советом в ноябре 1917 г. в Петрограде и его программном принципе свободы самоопределения народа, в том числе с правом отделения в независимое государство, закрепленное в Конституции РСФСР 1918 года.
В декларации съезда было указано: «Карелия сама должна править своими делами и отделиться от России». Съезд также поблагодарил Финляндию за обещания «помощи и поддержки», которые дал присутствовавший на съезде финский представитель. Правительство было переименовано в Карельское временное правительство (Временное правительство Карелии).
В конце апреля 1920 года на станцию Белоостров прибыла делегация Карельского временного правительства и вручила требование об отделении Карелии от Советской России комиссару советских погранвойск.
На основании решений съезда, в мае 1920 года Северокарельское государство было признано Финляндией, которая даже выделила ему заём в размере 8 млн финских марок.
Однако уже 18 мая 1920 года части РККА без боя вошли в Ухту. Правительство Северокарельского государства бежало в село Вокнаволок, в 30 км от советско-финской границы, откуда перебралось в Финляндию.
Карелия была оставлена в составе РСФСР, где на её территории 8 июня 1920 года было образовано автономное областное объединение Карельская трудовая коммуна, существовавшее по 25 июля 1923 года, когда была образована Карельская АССР.
В ходе переговоров между РСФСР и Финляндией финской стороной были выдвинуты территориальные претензии на Карелию, однако вследствие успехов РККА правительство Финляндии было вынуждено от них отказаться.
В результате 14 октября 1920 года между РСФСР и Финляндией был заключён Тартуский мирный договор.

## Карельское восстание (1921—1922)
Однако, как оказалось, правительство Финляндии и сторонники независимой Карелии не собирались полностью отказываться от своих претензий.
10 декабря 1920 года в Выборге было создано Карельское объединённое правительство, в состав которого, кроме Временного правительства Карелии, вошло Олонецкое правительство и другие национальные образования.
В октябре 1921 года на территории Карельской трудовой коммуны в Тунгудской волости был создан подпольный Временный Карельский комитет.
В ноябре—декабре 1921 года финские отряды вновь заняли часть районов Карелии. Началось Карельское восстание (1921-1922).
В Карелии было введено военное положение, главнокомандующим Карельским фронтом был назначен командарм 2-го ранга А. И. Седякин.
К началу января 1922 года ударами из Петрозаводска части РККА разбили главную группировку финнов, и в начале февраля 1922 года центр Карельского комитета село Ухта был вновь занят частями Красной армии.
В результате успехов советских войск Финляндия была вынуждена прекратить боевые действия. Северокарельское государство (Ухтинская республика) окончательно прекратило своё существование.

## Последствия поражения восстания
В 1926 году карелы составляли 37,4 % населения (100 781 чел), в 1989 году — 10 % населения (78 928 чел.), а в 2010 году лишь 7,4 % (45 570 чел.).
Этнический состав населения Карелии:
|          | перепись 1926    | перепись 1939    | перепись 1959    | перепись 1970    | перепись 1979    | перепись 1989    | перепись 2002    | перепись 2010    |
| -------- | ---------------- | ---------------- | ---------------- | ---------------- | ---------------- | ---------------- | ---------------- | ---------------- |
| Русские  | 153 967 (57,2 %) | 296 529 (63,2 %) | 412 773 (62,7 %) | 486 198 (68,1 %) | 522 230 (71,3 %) | 581 571 (73,6 %) | 548 941 (76,6 %) | 507 654 (82,2 %) |
| Карелы   | 100 781 (37,4 %) | 108 571 (23,2 %) | 85 473 (13,0 %)  | 84 180 (11,8 %)  | 81 274 (11,1 %)  | 78 928 (10,0 %)  | 65 651 (9,2 %)   | 45 570 (7,4 %)   |
| Белорусы | 555 (0,2 %)      | 4263 (0,9 %)     | 71 900 (10,9 %)  | 66 410 (9,3 %)   | 59 394 (8,1 %)   | 55 530 (7,0 %)   | 37 681 (5,3 %)   | 23 345 (3,8 %)   |
| Украинцы | 708 (0,3 %)      | 21 112 (4,5 %)   | 23 569 (3,6 %)   | 27 440 (3,8 %)   | 23 765 (3,2 %)   | 28 242 (3,6 %)   | 19 248 (2,7 %)   | 12 677 (2,0 %)   |
| Финны    | 2544 (0,9 %)     | 8322 (1,8 %)     | 27 829 (4,2 %)   | 22 174 (3,1 %)   | 20 099 (2,7 %)   | 18 420 (2,3 %)   | 14 156 (2,0 %)   | 8577 (1,4 %)     |
| Вепсы    | 8587 (3,2 %)     | 9392 (2,0 %)     | 7179 (1,1 %)     | 6323 (0,9 %)     | 5864 (0,8 %)     | 5954 (0,8 %)     | 4870 (0,7 %)     | 3423 (0,5 %)     |
| Другие   | 2194 (0,8 %)     | 20 709 (4,4 %)   | 29 869 (4,5 %)   | 20 726 (2,9 %)   | 19 565 (2,7 %)   | 21 505 (2,7 %)   | 25 734 (3,6 %)   | 16 422 (2,7 %)   |